# Вівсянка чорнощока
Вівсянка чорнощока (Coryphaspiza melanotis) — вид горобцеподібних птахів родини саякових (Thraupidae). Мешкає в Південній Америці. Це єдиний представник монотипового роду Чорнощока вівсянка (Coryphaspiza).

## Опис
Довжина птаха становить 13,5 см. У самців тім'я, лоб, обличчя і щоки чорні, над очима білі "брови", горло і нижня частина тіла білуваті, на грудях з боків є дві білі плями. Потилиця і задня частини шиї сірі, спина коричнева, поцяткована тонкими сірими смугами, крила оливково-зелені з жовтими краями. Хвіст довгий, східчастий, чорнуватий з білим кінчиком, помітним в польоті. Дзьоб зверху чорнуватий, знизу оранжевий. Самиці мають менш контрастне забарвлення, голова у них сіра, крила більш зеленуваті, спина повністю коричнева, білий кінчик хвоста менший.

## Підвиди
Виділяють два підвиди:
- C. m. marajoara Sick, 1967 — острів Маражо в гирлі Амазонки;
- C. m. melanotis (Temminck, 1822) — від південного сходу Перу і східної Болівії до східної і південно-східної Бразилії, Парагвая і північно-східної Аргентини.

## Поширення і екологія
Чорнощокі вівсянки мешкають Бразилії, Болівії, Перу, Аргентині і Парагваї. Вони живуть на сухих і сезонно вологих високогірних луках, місцями порослих чагарниками і деревами, зокрема в кампо-суджо. Зустрічаються невеликими зграйками, на висоті до 1200 м над рівнем моря. Часто приєднуються до змішаних зграй птахів. Живляться насінням, плодами і комахами, шукають їжу на землі. Сезон розмноження триває з вересня по грудень. Гніздяться на землі.

## Збереження
МСОП класифікує цей вид як вразливий. За оцінками дослідників, популяція чорнощоких вівсянок становить від 6 до 15 тисяч дорослих птахів. Їм загрожує знищення природного середовища.